# Nicola Silvestri
Nicola Silvestri (Gavardo, 21 novembre 1985) è un calciatore italiano, centrocampista del Lumezzane.

## Carriera
Silvestri cresce nel Brescia, senza mai debuttare in prima squadra. Nella stagione 2004-2005 passa alla Viterbese in Serie C2, con la quale fa il suo debutto nel calcio professionistico, disputando in totale 3 partite.
L'anno successivo si trasferisce in Ungheria al Matav Sopron, squadra militante nel campionato ungherese, dove trova i connazionali Beppe Signori e Luigi Sartor disputando 11 partite di campionato.
Nel 2006 ritorna in Italia al Genoa che lo cede subito alla Massese in Serie C1. Con i toscani disputa 16 partite segnando un gol. L'anno successivo il Genoa lo cede di nuovo in prestito in Serie C1, stavolta alla Virtus Lanciano. Con gli abruzzesi disputa 17 partite nella stagione regolare più una nei play-out. Passa poi al Piacenza che lo cede in comproprietà al Lumezzane per la stagione 2008-09 dove gioca ventisette partite in Prima Divisione. Alla fine della stagione viene risolta la comproprietà in favore del Piacenza. Con gli emiliani Silvestri fa il suo debutto in Serie B il 27 ottobre nella sconfitta per 2-1 in casa dell'Ancona; chiude la stagione con 3 partite all'attivo, finendo fuori rosa nella seconda parte della stagione. Anche nella stagione successiva trova poco spazio in prima squadra, facendo il suo debutto stagionale il 27 ottobre nella sfida di Coppa Italia persa per 3-0 contro il Cagliari. Il 31 gennaio 2011, alla chiusura del mercato, rescinde il contratto con il club emiliano.
L'8 luglio 2011 viene acquistato dal Ravenna a parametro zero., tuttavia poco dopo rimane di nuovo svincolato a causa della non ammissione del Ravenna al campionato di Prima Divisione.
Il 31 agosto si accasa alla Triestina. Fa il suo esordio con la nuova maglia il 18 settembre nella vittoria per 4-0 contro il Siracusa. Nel mese di novembre, tuttavia, viene ceduto in Serie D, all'Unione Venezia.
Fa il suo debutto con la maglia arancioneroverde l'8 dicembre nella sconfitta per 3-0 contro il Mezzocorona.
Segna il suo primo gol con la maglia dei lagunari il 29 aprile successivo nella vittoria per 5-2 in casa col Gradisca che sancisce anche la matematica vittoria del girone C della Serie D e la conseguente promozione in Seconda Divisione. Con il Venezia vince anche lo scudetto Dilettanti, battendo 3-2 in finale il Teramo.
Nell'estate del 2012 si trasferisce all'ASD Matera Calcio, squadra militante in Serie D. Fa il suo debutto con i lucani il 2 settembre nella partita vinta 2-0 in casa del Nardò.
Terminata la stagione con 7 presenze in campionato e una nei play-off, si trasferisce all'AlzanoCene, sempre in Serie D. Fa il suo debutto con i bianconeri bergamaschi il 18 agosto nella partita vinta per 2-0 contro la Pro Sesto valida per il primo turno di Coppa Italia Serie D. Sigla la sua prima rete con i bianconeri bergamaschi il 30 settembre nella partita pareggiata 2-2 contro il Darfo Boario; già a dicembre, tuttavia, lascia i bianconeri per trasferirsi in Eccellenza, al Ciliverghe, con cui vince il girone A lombardo. Nella stagione 2014-2015 partecipa al campionato di Eccellenza con il Rigamonti Castegnato. Fa il suo debutto con i bresciani il 7 settembre nella sconfitta casalinga per 2-1 contro la Grumellese. Segna la sua prima rete con la nuova maglia il 19 ottobre siglando su rigore la rete dell'1-1 finale nella partita contro l'Aurora Travagliato. Con i bresciani raggiunge la finale dei play-off promozione del girone, perdendola contro il Darfo Boario.
Lascia la squadra al termine della stagione trasferendosi al San Martino Speme, militante nell'Eccellenza veneta. Fa il suo debutto con i veneti nella partita di Coppa Italia Dilettanti pareggiata 2-2 contro il Cerea, partita nella quale sigla anche la sua prima rete con la nuova maglia.
La stagione successiva torna nell'Eccellenza lombarda, trasferendosi al Football Club Montichiari. Fa il suo debutto con i bresciani il 28 agosto nella sconfitta 3-0 in casa dell'Ardor Lazzate valida per il primo turno della fase regionale della coppa Italia, il 4 settembre successivo nella sconfitta casalinga per 3-2 contro l'Orceana segna la sua prima rete per il Montichiari. Nel mese di dicembre lascia la squadra, trasferendosi al Bardolino, squadra militante nell'Eccellenza veneta. Fa il suo debutto con i veneti l'11 dicembre nella sconfitta casalinga per 3-0 contro il Pozzonovo. Segna la sua prima rete con la nuova maglia l'8 gennaio 2017 nel pareggio per 1-1 sul campo del Team Santa Lucia Golosine.
La stagione successiva ritorna nell'Eccellenza lombarda trasferendosi alla Trevigliese. Il 20 settembre 2017 fa il suo debutto con i bergamaschi nella vittoria per 3-1 sul campo del Caprino, partita nella quale mette a segno una rete. Nella finestra di calciomercato di dicembre, dopo 11 presenze condite da 3 reti, si trasferisce al Breno, squadra militante nel girone C dell'Eccellenza Lombarda. Fa il suo debutto con i brenesi il 17 dicembre nella partita casalinga pareggiata 1-1 contro l'Offanenghese. Segna la sua prima rete con la nuova maglia il 4 febbraio 2018 nella vittoria per 3-0 contro l'Orsa Iseo. Con il Breno colleziona 12 presenze ed una rete.
Nella stagione 2018-2019 si trasferisce alla Virtus Garda Grumellese. Debutta con la nuova maglia il 26 agosto 2018 nella sconfitta casalinga per 3-0 contro il Brugherio, valida per la fase regionale della coppa Italia dilettanti. Nel mercato di dicembre scende di categoria, trasferendosi al Lumezzane VGZ, squadra militante nel girone D della Promozione Lombardia, tornando, così, a Lumezzane dopo nove anni. Debutta con la nuova maglia il 13 gennaio 2019 nella partita vinta per 5-2 contro l'Unitas Coccaglio. La domenica successiva segna la prima rete con i bresciani nella partita persa 4-2 in casa dell'Asola.

## Statistiche

### Presenze e reti nei club
Statistiche aggiornate al 22 maggio 2019.
| Stagione         | Squadra                   | Campionato       | Campionato | Campionato | Coppe nazionali | Coppe nazionali | Coppe nazionali | Coppe continentali | Coppe continentali | Coppe continentali | Altre coppe | Altre coppe | Altre coppe | Totale | Totale |
| Stagione         | Squadra                   | Comp             | Pres       | Reti       | Comp            | Pres            | Reti            | Comp               | Pres               | Reti               | Comp        | Pres        | Reti        | Pres   | Reti   |
| ---------------- | ------------------------- | ---------------- | ---------- | ---------- | --------------- | --------------- | --------------- | ------------------ | ------------------ | ------------------ | ----------- | ----------- | ----------- | ------ | ------ |
| 2003-2004        | Brescia                   | A                | 0          | 0          | CI              | 0               | 0               | -                  | -                  | -                  | -           | -           | -           | 0      | 0      |
| 2004-2005        | Viterbese                 | C2               | 3          | 0          | -               | -               | -               | -                  | -                  | -                  | -           | -           | -           | 3      | 0      |
| 2005-2006        | Matav Sopron              | NBI              | 11         | 0          | MK              | 2               | 1               | CU                 | 0                  | 0                  | MS          | 0           | 0           | 13     | 1      |
| 2006             | Genoa                     | B                | 0          | 0          | CI              | 0               | 0               | -                  | -                  | -                  | -           | -           | -           | 0      | 0      |
| 2006-2007        | Massese                   | C1               | 16         | 1          | -               | -               | -               | -                  | -                  | -                  | -           | -           | -           | 16     | 1      |
| 2007-2008        | Lanciano                  | C1               | 18         | 0          | -               | -               | -               | -                  | -                  | -                  | -           | -           | -           | 18     | 0      |
| 2008-2009        | Lumezzane                 | PD               | 27         | 0          | CI+CI LP        | 0               | 0               | -                  | -                  | -                  | -           | -           | -           | 27     | 0      |
| 2009-2010        | Piacenza                  | B                | 3          | 0          | CI              | 0               | 0               | -                  | -                  | -                  | -           | -           | -           | 3      | 0      |
| 2010-2011        | Piacenza                  | B                | 0          | 0          | CI              | 1               | 0               | -                  | -                  | -                  | -           | -           | -           | 1      | 0      |
| Totale Piacenza  | Totale Piacenza           | Totale Piacenza  | 3          | 0          |                 | 1               | 0               |                    | -                  | -                  |             | -           | -           | 4      | 0      |
| ago.-nov.2011    | Triestina                 | PD               | 4          | 0          | CI+CI LP        | 0               | 0               | -                  | -                  | -                  | -           | -           | -           | 4      | 0      |
| nov.2011-2012    | Unione Venezia            | D                | 15+3       | 1          | CID             | 0               | 0               | -                  | -                  | -                  | -           | -           | -           | 18     | 1      |
| 2012-2013        | ASD Matera Calcio         | D                | 7+1        | 0          | CID             | 0               | 0               | -                  | -                  | -                  | -           | -           | -           | 8      | 0      |
| lug.-dic. 2013   | AlzanoCene                | D                | 7          | 1          | CID             | 2               | 0               | -                  | -                  | -                  | -           | -           | -           | 9      | 1      |
| dic. 2013-2014   | Ciliverghe Mazzano        | Ecc              | 1+         | 1          | CI Dil          | -               | -               | -                  | -                  | -                  | -           | -           | -           | 1+     | 1      |
| 2014-2015        | Rigamonti Castegnato      | Ecc              | (15+1)+    | 3          | CI Dil          | -               | -               | -                  | -                  | -                  | -           | -           | -           | 15+    | 3      |
| 2015-2016        | San Martino Speme         | Ecc              | 13+        | 10         | CI Dil          | 1+              | 1+              | -                  | -                  | -                  | -           | -           | -           | 14+    | 11+    |
| ago.-dic. 2016   | Football Club Montichiari | Ecc              | 13         | 1          | CI Dil          | 2               | 0               | -                  | -                  | -                  | -           | -           | -           | 15     | 1      |
| dic. 2016-2017   | Bardolino                 | Ecc              | 12+        | 4          | CI Dil          | 0               | 0               | -                  | -                  | -                  | -           | -           | -           | 12+    | 4      |
| lug.-dic. 2017   | Trevigliese               | Ecc              | 11         | 3          | CI Dil          | 0               | 0               | -                  | -                  | -                  | -           | -           | -           | 11     | 3      |
| dic. 2017-2018   | Breno                     | Ecc              | 12         | 1          | -               | -               | -               | -                  | -                  | -                  | -           | -           | -           | 12     | 1      |
| ago.-dic. 2018   | Grumellese                | Ecc              | 12         | 0          | CI Dil          | 2               | 0               | -                  | -                  | -                  | -           | -           | -           | 14     | 0      |
| dic. 2018-2019   | Lumezzane                 | Prom             | (12+3)+    | 3          | -               | -               | -               | -                  | -                  | -                  | -           | -           | -           | 15+    | 3      |
| Totale Lumezzane | Totale Lumezzane          | Totale Lumezzane | (39+3)+    | 3          |                 | 0               | 0               |                    | -                  | -                  |             | -           | -           | 42+    | 3      |
| Totale carriera  | Totale carriera           | Totale carriera  | 213+8+     | 29+        |                 | 10+             | 2+              |                    | 2                  | 0                  |             | 3           | 0           | 236+   | 31+    |

## Palmarès
- Serie D: 1

Venezia: 2011-2012
- Scudetto Dilettanti: 1

Venezia: 2011-2012
- Eccellenza: 1

Ciliverghe: 2013-2014